# Figulus caviceps
Figulus caviceps is een keversoort uit de familie vliegende herten (Lucanidae). De wetenschappelijke naam van de soort is voor het eerst geldig gepubliceerd in 1902 door Boileau.